# Вьюшка

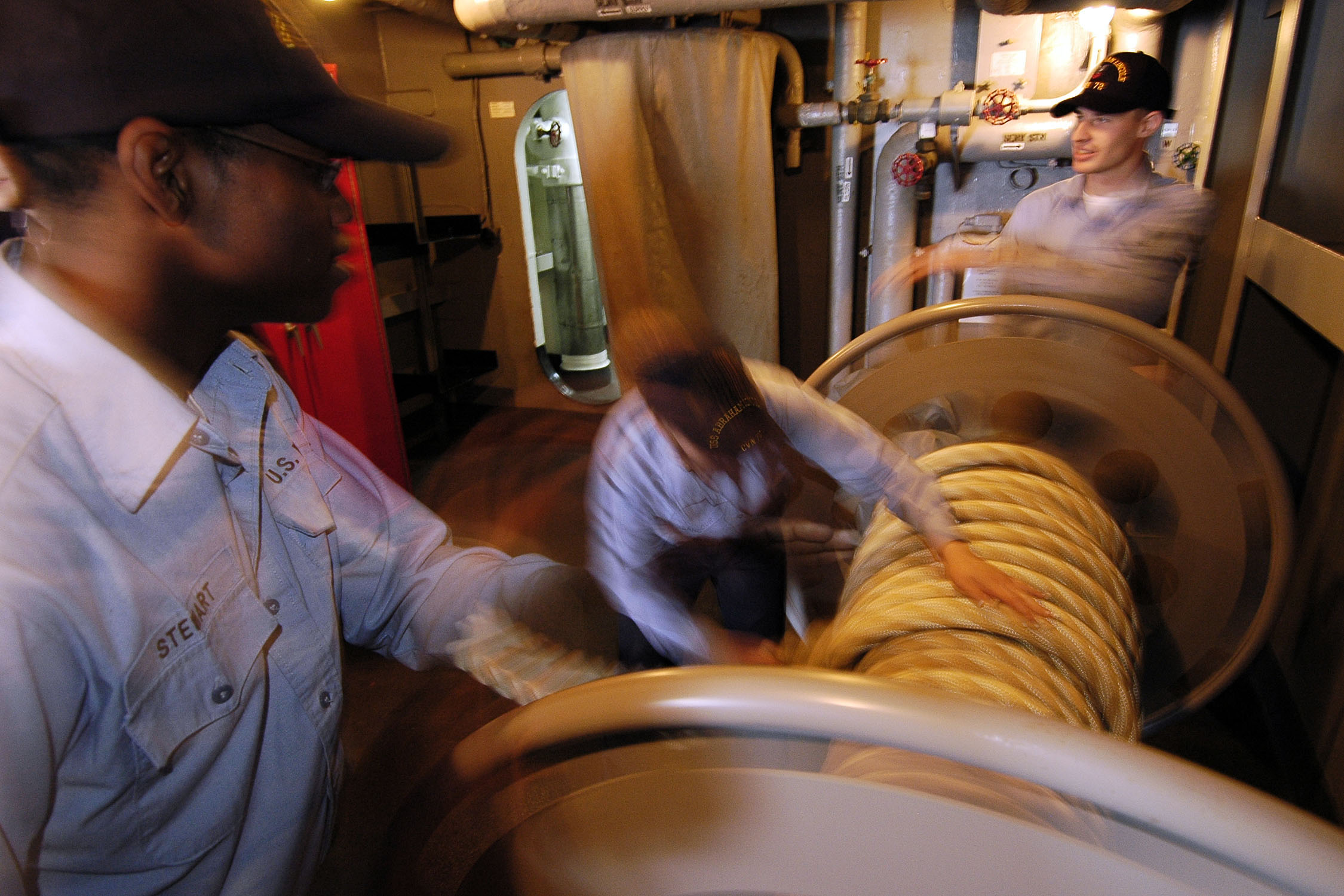
Тросовая вьюшка

Вьюшка — барабан или лебёдка без механического привода, как правило, с горизонтальной осью. Предназначена для хранения троса (шланга, кабеля) и удобного разматывания и сматывания. В отличие от брашпиля, не предназначена для работы с якорной цепью и не предназначена для больших нагрузок.
На торговом судне или военном корабле может являться частью швартовного устройства (тросовая вьюшка), трального устройства (кабельная или тральная вьюшка), водоотливной или пожарной системы (шланговая вьюшка).